# Володимир Вернадський (монета)
«Володи́мир Верна́дський» — ювілейна монета номіналом 2 гривні, яку випустив Національний банк України. Присвячена видатному природознавцю, мислителю, досліднику, основоположнику комплексу сучасних наук про Землю — геохімії та біохімії, академіку, першому президенту ВУАН (1919 рік) Володимиру Івановичу Вернадському (12.03. 1863 — 06.01. 1945 роки). Його ідеї відіграли значну роль у становленні сучасної наукової картини світу, а вчення про взаємовідношення природи і суспільства вплинуло на формування сучасної екологічної свідомості.
Монету введено в обіг 26 березня 2003 року. Вона належить до серії «Видатні особистості України».

## Опис монети та характеристики
| Номінал грн. | Метал      | Маса, г | Діаметр, мм | Якість виготовлення | Гурт     | Тираж, штук |
| ------------ | ---------- | ------- | ----------- | ------------------- | -------- | ----------- |
| 2            | нейзильбер | 12,8    | 31,0        | звичайна            | рифлений | 30 000      |

### Аверс
На аверсі монети зображено Землю — колиску людства, над нею розміщено малий Державний Герб України і написи: «УКРАЇНА», «2003» (угорі півколом) «2 ГРИВНІ» (унизу), та логотип Монетного двору Національного банку України.

### Реверс
На реверсі монети розміщено портрет В. І. Вернадського (праворуч), по колу монети кругові написи: «Академік В. І. ВЕРНАДСЬКИЙ» (ліворуч) та роки життя у два рядки — «1863—1945».

## Автори

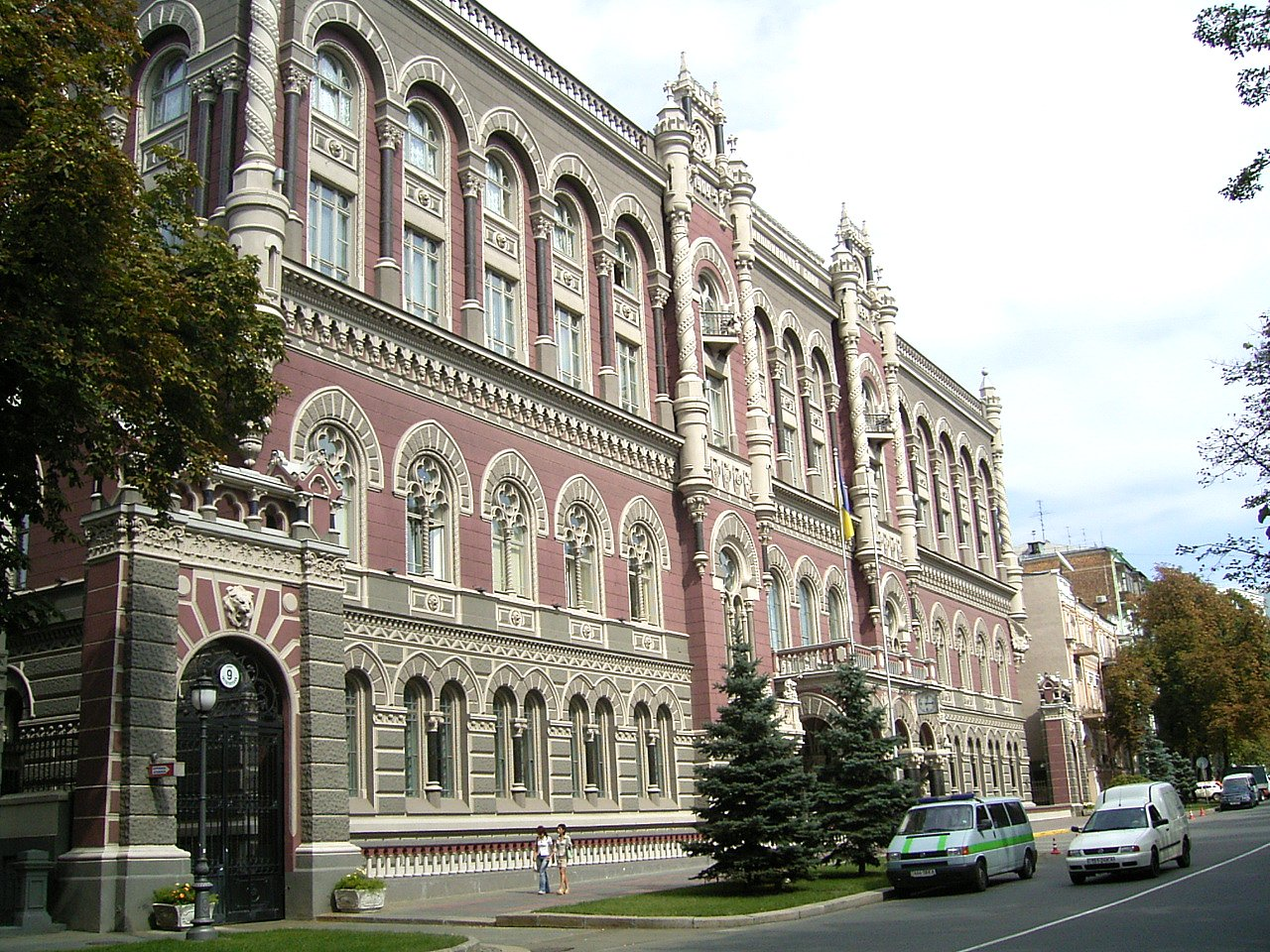
Будівля Національного банку України

- Художник — Кочубей Микола.
- Скульптор — Атаманчук Володимир.

## Вартість монети
Під час введення монети в обіг 2003 року, Національний банк України розповсюджував монету через свої філії за номінальною вартістю — 2 гривні.
Фактична приблизна вартість монети з роками змінювалася так:
| Рік        | 2010 | 2011 | 2012 | 2013 | 2014 | 2015 | 2016 | 2017 | 2018 | 2019 | 2020 | 2021 | 2022 | 2023 | 2024 | 2025 |
| ---------- | ---- | ---- | ---- | ---- | ---- | ---- | ---- | ---- | ---- | ---- | ---- | ---- | ---- | ---- | ---- | ---- |
| Ціна, грн. | 30   | 35   | 45   | 50   | 85   | 110  | 150  | 180  | 210  | 210  | 230  | 200  | 250  | 350  | 360  | 340  |